# (4133) Heureka
(4133) Heureka es un asteroide perteneciente al cinturón de asteroides, descubierto el 17 de febrero de 1942 por Liisi Oterma desde el Observatorio de Iso-Heikkilä, en Turku, Finlandia.

## Designación y nombre
Designado provisionalmente como 1942 DB. Fue nombrado Heureka en homenaje al centro de divulgación científica y museo Heureka, ubicado en Vantaa (Finlandia).